# La faula
La faula és una obra d'El Greco, realitzada a l'oli sobre tela el 1580, durant el seu primer període toledà. S'exhibeix en una sala del Museu del Prado a Madrid.

## Anàlisi
És una escena de suggeridor caràcter sexual, perquè un bergant i una mona contemplen un delator, tema de Noi encenent una candela, un altre quadre d'El Greco. Aquesta al·legoria pot estar inspirada en la Naturalis Història de Plini el Vell.
Els efectes lluminosos i la importància del color són una herència de Jacopo Bassano, mentre que els escorços i la paleta groguenca són una de les primeres innovacions que El Greco empraria en el seu estil.